# Absalomichthys
Absalomichthys velifer
Genre
Espèce
Absalomichthys est un genre fossile des poissons de la famille des Caristiidae (ordre des Beryciformes) qui ont vécu au cours du Miocène. Une seule espèce est connue, Absalomichthys velifer. Ses restes fossiles ont été mis au jour en Californie du Sud.

## Systématique
Le nom valide complet (avec auteur) de ce taxon est Absalomichthys Whitley, 1933.
Absalomichthys a pour synonymes :
- Abantis Jordan, 1925
- Absalomichthyes